# Modern Family (2.ª temporada)
A segunda temporada da série de televisão de comédia Modern Family foi encomendada pela American Broadcasting Company (ABC) em 12 de janeiro de 2010, estreou em 22 de setembro de 2010 e foi finalizada em 25 de maio de 2011, contando com 24 episódios. A temporada foi produzida pela 20th Century Fox Television em associação com a Lloyd-Levitan Productions, com os criadores da série Christopher Lloyd e Steven Levitan como showrunners e produtores executivos. A temporada foi ao ar na temporada de transmissão de 2010-11 às noites de quarta-feira às 21h00, horário do leste dos EUA.
A segunda temporada estrela Ed O'Neill como Jay Pritchett, Sofía Vergara como Gloria Delgado-Pritchett, Julie Bowen como Claire Dunphy, Ty Burrell como Phil Dunphy, Jesse Tyler Ferguson como Mitchell Pritchett, Eric Stonestreet como Cameron Tucker, Sarah Hyland como Haley Dunphy, Ariel Winter como Alex Dunphy, Nolan Gould como Luke Dunphy e Rico Rodriguez como Manny Delgado.
A temporada terminou com uma audiência média de de 11.76 milhões de telespectadores e ficou classificada em 24.º lugar na audiência total e classificada em 5.º no grupo demográfico de 18 a 49 anos. A temporada recebeu críticas positivas da maioria dos críticos, com muitos nomeando-a entre as melhores séries de 2010. Apesar disso, a temporada recebeu críticas por uma "queda de segundo ano", percebida principalmente por Alan Sepinwall. Apesar das críticas, a audiência da série cresceu em relação à temporada anterior devido à série ganhar o Primetime Emmy Award de Melhor Série de Comédia. A série tornou-se o programa com roteiro com melhor classificação na faixa demográfica de 18 a 49 anos e o vigésimo quarto programa mais visto entre todos os telespectadores; ficou empatado por ser o programa da ABC com melhor audiência. A série também foi indicada e ganhou vários prêmios, incluindo o Screen Actors Guild Award de Melhor Desempenho de Elenco em uma Série de Comédia e o Primetime Emmy Award de Melhor Série de Comédia, pelo segundo ano consecutivo.

## Elenco e personagens

### Principal
- Ed O'Neill como Jay Pritchett
- Sofía Vergara como Gloria Delgado-Pritchett
- Julie Bowen como Claire Dunphy
- Ty Burrell como Phil Dunphy
- Jesse Tyler Ferguson como Mitchell Pritchett
- Eric Stonestreet como Cameron Tucker
- Sarah Hyland como Haley Dunphy
- Ariel Winter como Alex Dunphy
- Nolan Gould como Luke Dunphy
- Rico Rodriguez como Manny Delgado

### Recorrente
- Ella e Jaden Hiller como Lily Tucker-Pritchett.
- Reid Ewing como Dylan Marshall
- Jeremy Scott Johnson como Andrew

### Participações
- Nathan Lane como Pepper Saltzman
- Kevin Daniels como Longines
- Danny Trejo como Gus
- James Marsden como Barry
- Lauren Cohan como a recepcionista
- Artemis Pebdani como Bethenny
- Mary Lynn Rajskub como Tracy
- Rachael Harris como Amelia
- Jeremy Rowley como Broderick
- Matt Dillon como Robbie Sullivan
- Philip Baker Hall como Walt Kleezak
- Jonathan Banks como Donnie Pritchett
- Lin-Manuel Miranda como Guillermo
- Rob Huebel como Glen Whipple
- Celia Weston como Barbara "Barb" Tucker

## Episódios
| N.º na série | N.º na temp. | Título                       | Dirigido por         | Escrito por                                                                              | Exibição original       | Cód. de produção | Audiência (milhões) |
| --- | ------------ | ---------------------------- | -------------------- | ---------------------------------------------------------------------------------------- | ----------------------- | ---------------- | ------------------- |
| 25 | 1            | "The Old Wagon"              | Michael Spiller      | Bill Wrubel                                                                              | 22 de setembro de 2010  | 2ARG05           | 12.67               |
| Phil finalmente concorda em vender o carro velho da família, mas só depois de uma viagem da família ao passado; Cameron pede ajuda a Jay quando Mitchell decide construir um castelo de princesa para Lily. A decisão de Mitchell de provar sua masculinidade termina em caos. |              |                              |                      |                                                                                          |                         |                  |                     |
| 26 | 2            | "The Kiss"                   | Scott Ellis          | Abraham Higginbotham                                                                     | 29 de setembro de 2010  | 2ARG04           | 11.92               |
| Gloria decide homenagear sua avó que faleceu cozinhando refeições tradicionais da Colômbia; Depois que Claire encontra mensagens de flerte de um garoto no telefone de Alex, Claire pede a Haley para dar um conselho, no qual ela diz a Alex para beijar o garoto, o que a faz ir até o garoto e perguntar a ele na frente de seus amigos, constrangendo-o. Mitchell tem aversão a demonstrações públicas de afeto. Phil trabalha duro para consertar a impressora de Jay, e Jay deve lidar com os costumes de Gloria. |              |                              |                      |                                                                                          |                         |                  |                     |
| 27 | 3            | "Earthquake"                 | Michael Spiller      | Paul Corrigan & Brad Walsh                                                               | 6 de outubro de 2010    | 2ARG01           | 11.44               |
| Quando um terremoto atinge a cidade, Claire fica presa no banheiro com o encanador e Phil se esforça para esconder o dano causado pelo seu trabalho não feito; Manny experimenta uma crise existencial com Jay, que o leva para jogar golfe em vez de ir à igreja. Mitchell e Cameron usam o terremoto como uma desculpa para não precisar ir a uma festa de um amigo. |              |                              |                      |                                                                                          |                         |                  |                     |
| 28 | 4            | "Strangers on a Treadmill"   | Scott Ellis          | Danny Zuker                                                                              | 13 de outubro de 2010   | 2ARG02           | 11.45               |
| Claire e Mitchell tentam poupar Phil e Cameron de um constrangimento fazendo um trato; Haley tenta ensinar Alex como ser Legal. Gloria e Jay invadem uma festa colombiana por engano. |              |                              |                      |                                                                                          |                         |                  |                     |
| 29 | 5            | "Unplugged"                  | Michael Spiller      | Steven Levitan                                                                           | 20 de outubro de 2010   | 2ARG06           | 11.97               |
| Percebendo que todos estão muito ocupados em seus dispositivos eletrônicos para realmente interagirem um com o outro, Claire e Phil declararam um desafio para a família para ver quem consegue ficar desconectado por mais tempo. Enquanto isso, é uma corrida contra o relógio com Mitchell e Cameron freneticamente tentando obter uma boa pré-escola para a Lily, Jay e Manny estão preocupado com o quão longe Gloria irá para resolver o seu problema com o cachorro do vizinho que late sem parar. |              |                              |                      |                                                                                          |                         |                  |                     |
| 30 | 6            | "Halloween"                  | Michael Spiller      | Jeffrey Richman                                                                          | 27 de outubro de 2010   | 2ARG09           | 13.14               |
| Claire adora o Halloween e está se preparando uma casa mal assombrada para o Doces ou Travessuras. Ela dá a cada membro da família um papel a desempenhar, mas nada disso vai muito bem... Cameron não consegue se livrar de uma experiência traumática de infância e odeia o feriado, Mitchell teve um dia terrível no trabalho quando ele apareceu em uma fantasia de Homem-Aranha, e Gloria começou a agir estranhamente depois que Jay e Manny a provocaram sobre seu sotaque. |              |                              |                      |                                                                                          |                         |                  |                     |
| 31 | 7            | "Chirp"                      | Michael Spiller      | Dan O'Shannon                                                                            | 3 de novembro de 2010   | 2ARG03           | 12.24               |
| Claire e Haley tem um pouco de tempo para conversar enquanto elas estão doentes presas em casa e Phil tenta encontrar um detector de fumaça irritante. A conversa entre elas sobre um personagem de novela leva a uma falha de comunicação. Gloria e Manny fazem uma visita surpresa no trabalho de Jay, para grande consternação de Jay e uma provação com um funcionário leva a uma discussão entre Jay e Manny. Cameron leva Lily para uma filmagem comercial contra a vontade de Mitchell, o que não sai de acordo com seus planos. |              |                              |                      |                                                                                          |                         |                  |                     |
| 32 | 8            | "Manny Get Your Gun"         | Michael Spiller      | História por : Christopher Lloyd Roteiro por : Danny Zuker                               | 17 de novembro de 2010  | 2ARG11           | 12.09               |
| Todo mundo está se reunindo em um restaurante para comemorar o aniversário de Manny, embora Manny esteja tendo uma crise de mini-vida. Enquanto isso, no caminho para o restaurante, Phil e Claire correm para ver quem consegue chegar lá mais rápido, e Mitchell e Cam ficam presos no shopping procurando um presente. |              |                              |                      |                                                                                          |                         |                  |                     |
| 33 | 9            | "Mother Tucker"              | Michael Spiller      | Paul Corrigan & Brad Walsh                                                               | 24 de novembro de 2010  | 2ARG07           | 10.57               |
| Mitchell tenta dizer a Cameron como ele se sente desconfortável com sua mãe, Barbra Tucker. Enquanto isso, Haley termina com Dylan, para desespero de Phil, que acha que tem o jeito jovem de falar, mas ele pode não ser o pai "legal" que ele pensa que é. Jay tem uma pequena dor de estômago que fica exacerbada quando ele e Manny procuram na internet. |              |                              |                      |                                                                                          |                         |                  |                     |
| 34 | 10           | "Dance Dance Revelation"     | Gail Mancuso         | Ilana Wernick                                                                            | 8 de dezembro de 2010   | 2ARG08           | 11.07               |
| No primeiro baile de Luke e Manny na escola, Jay e Phil os levam ao shopping, o que se torna desastroso. A felicidade de Claire se transforma em ciúme quando Gloria se junta ao comitê de dança da escola para ajudar. Enquanto isso, Mitch e Cam estão horrorizados ao saber que Lily está mordendo outras crianças no playground. |              |                              |                      |                                                                                          |                         |                  |                     |
| 35 | 11           | "Slow Down Your Neighbors"   | Gail Mancuso         | Ilana Wernick                                                                            | 5 de janeiro de 2011    | 2ARG12           | 11.83               |
| Claire se torna uma vigilante das ruas do seu bairro esperando para pegar e parar um carro que anda freneticamente pelas ruas. Enquanto isso, Phil está ocupado tentando negociar com uma importante e difícil cliente, Jay ensina Manny como andar de bicicleta... e Glória também. Mitchell e Cameron tem um novo vizinho que mora no apartamento de cima que é bem misterioso é bastante encantador. |              |                              |                      |                                                                                          |                         |                  |                     |
| 36 | 12           | "Our Children, Ourselves"    | Adam Shankman        | Dan O'Shannon & Bill Wrubel                                                              | 12 de janeiro de 2011   | 2ARG10           | 11.12               |
| Claire e Phil querem que Alex relaxe um pouco sobre seus estudos, mas depois eles começam a questionar seu próprio intelecto. Enquanto isso, Glória tenta fazer amizade com um casal simpático, para grande desgosto de Jay. Mitch e Cam encontram uma ex-namorada de Mitchell que aparentemente tem um filho ruivo, apenas para descobrir um segredo perturbador. |              |                              |                      |                                                                                          |                         |                  |                     |
| 37 | 13           | "Caught in the Act"          | Michael Spiller      | Steven Levitan & Jeffrey Richman                                                         | 19 de janeiro de 2011   | 2ARG13           | 10.94               |
| Enquanto Manny está visitando seu pai, Gloria e Jay estão prestes a sair de férias, mas seus planos são interrompidos quando eles acidentalmente enviam um e-mail rude para Claire. Quando as crianças tentam surpreender os pais com um café da manhã na cama no aniversário deles, eles pegam Claire e Phil em uma situação comprometedora. Quando Jay e Gloria vão para a casa dos Dunphys para se desculpar, eles os encontram em um estado de consternação porque seus filhos acabaram de surpreendê-los tendo relações sexuais. Enquanto isso, Mitchell e Cameron têm problemas para conseguir reservas em um novo restaurante popular, então eles tentam desesperadamente fazer amizade com a dona do restaurante, que é mãe de um um aluno na sala de Lily. |              |                              |                      |                                                                                          |                         |                  |                     |
| 38 | 14           | "Bixby's Back"               | Chris Koch           | Danny Zuker                                                                              | 9 de fevereiro de 2011  | 2ARG16           | 13.16               |
| Claire e Phil decidem repetir sua aventura do ano anterior, atuarem como Clive e Juliana, apenas para algo dar errado no hotel; Mitch e Cam brigam pois o assistente de Mitch tem uma queda por ele ou por Cam. A elaborada surpresa do Dia dos Namorados de Jay para Gloria fica cada vez mais atrasada; |              |                              |                      |                                                                                          |                         |                  |                     |
| 39 | 15           | "Princess Party"             | Michael Spiller      | Elaine Ko                                                                                | 16 de fevereiro de 2011 | 2ARG17           | 10.57               |
| A lista de convidados para a festa de aniversário com tema de princesa de Lily fica um pouco fora de controle quando Mitchell decide convidar sua mãe, para o desgosto de Claire, e desconvidar Fizbo, para o desgosto de Cameron. As coisas ficam ainda mais estranhas quando Dede aparece com o ex-namorado de Claire. Por sua vez, Jay e Gloria vai cada um cria seus próprios métodos para lidar com esta reunião de desajustados. |              |                              |                      |                                                                                          |                         |                  |                     |
| 40 | 16           | "Regrets Only"               | Dean Parisot         | Abraham Higginbotham                                                                     | 23 de fevereiro de 2011 | 2ARG14           | 10.17               |
| Phil e Claire tiveram uma grande briga e Phil não sabe o motivo, de modo que Gloria aconselha Phil. Jay leva Claire ao shopping. Enquanto isso Jay se arrepende de ter comprado uma máquina de karaokê para Gloria. Cam está encarregado na preparação de um evento de angariação de fundos e pede a ajuda de Mitch e Luke, que podem não ser as melhores escolhas. |              |                              |                      |                                                                                          |                         |                  |                     |
| 41 | 17           | "Two Monkeys and a Panda"    | Beth McCarthy-Miller | Carol Leifer                                                                             | 2 de março de 2011      | 2ARG15           | 10.11               |
| Enquanto Claire no corre-corre do dia a dia, ela está tentando sempre se esforça para bancar a pacificadora de Haley e Alex. Phil foge para um bom dia relaxante no spa. Enquanto isso, Gloria está horrorizada com a mórbida ideia de Jay planejar comprar duas cripitas lado-a-lado em preparação para o futuro inevitável, e Cameron decide que quer escrever um livro que celebra o fato de Lily ser adotada - no entanto, durante o processo ele desenterra fatos bastante perturbadores. |              |                              |                      |                                                                                          |                         |                  |                     |
| 42 | 18           | "Boys' Night"                | Chris Koch           | Steven Levitan & Jeffrey Richman                                                         | 23 de março de 2011     | 2ARG20           | 10.90               |
| Phil e Claire ficam apreensivos quando eles descobrem que Luke fez amizade com seu vizinho de idade excêntrico, o Sr. Kleezak, mas eles tentam não ser críticos. Jay tenta evitar assistir a um concerto sinfônico com Gloria e Manny, e acaba em um bar onde Mitchell e Cameron estão tendo uma "noite de garotos" com seus amigos gays, enquanto Haley está cuidando de Lily. Mitchell fica surpreso ao ver um lado diferente de Jay. |              |                              |                      |                                                                                          |                         |                  |                     |
| 43 | 19           | "The Musical Man"            | Michael Spiller      | Paul Corrigan & Brad Walsh                                                               | 13 de abril de 2011     | 2ARG19           | 9.61                |
| Cameron assume o controle do musical de primavera na escola de Luke e Manny, enquanto o irmão de Jay lhe faz uma visita com um segredo chocante, e Phil tenta fazer com que a família apareça em seu novo anúncio imobiliário, embora não saia do jeito que deveria. |              |                              |                      |                                                                                          |                         |                  |                     |
| 44 | 20           | "Someone to Watch Over Lily" | Michael Spiller      | Bill Wrubel                                                                              | 20 de abril de 2011     | 2ARG18           | 9.95                |
| Mitchell e Cameron estão discutindo quem será o tutor de Lily caso alguma coisa aconteça com eles. Estão secretamente avaliando seus familiares. Mas ninguém parece ideal; eles testemunham Jay dando a Manny uma dose de amor duro, Claire secretamente levando Luke a um psicólogo infantil para avaliar seu desenvolvimento, e Haley e Alex se envolvendo em algumas atividades delinquentes na escola. |              |                              |                      |                                                                                          |                         |                  |                     |
| 45 | 21           | "Mother's Day"               | Michael Spiller      | Dan O'Shannon & Ilana Wernick                                                            | 4 de maio de 2011       | 2ARG21           | 9.90                |
| A excursão do Dia das Mães de Claire e Gloria ao ar livre com as crianças se transforma na mãe de todos os desastres. Enquanto isso, Phil e Jay ficam em casa cozinhando para todos um bom jantar, mas as coisas ficam realmente estranhas quando Phil testemunha um momento inesperado de fraqueza de Jay, depois que ele encontra uma carta que escreveu para sua mãe no Dia das Mães passado. Mitchell tenta mostrar seu apreço por Cameron, trazendo-lhe o café da manhã na cama no Dia das Mães, e Cameron fica muito auto-consciente sobre ser visto como a "mãe" no relacionamento. |              |                              |                      |                                                                                          |                         |                  |                     |
| 46 | 22           | "Good Cop Bad Dog"           | Fred Savage          | História por : Abraham Higginbotham Roteiro por : Abraham Higginbotham & Jeffrey Richman | 11 de maio de 2011      | 2ARG22           | 10.15               |
| Jay aconselha um adestrador de cães para um empreendimento comercial, enquanto Phil e Claire trocam seus papeis de pais por um dia - Claire vai ser a legal e vai sair pra se divertir e Phil o rígido, o disciplinador ruim - e é, literalmente, um choque para o sistema de cada criança. Enquanto isso, Gloria está de volta trazendo pessoas com ideias para ouvir os conselhos de Jay. Mitchell tem um dilema em relação a ir a um show de Lady Gaga quando Cameron acaba doente. |              |                              |                      |                                                                                          |                         |                  |                     |
| 47 | 23           | "See You Next Fall"          | Steven Levitan       | Danny Zuker                                                                              | 18 de maio de 2011      | 2ARG24           | 10.30               |
| A família toda se reúne na casa de Jay antes de ir para a cerimônia de formatura de Alex no ensino médio, mas enquanto está na casa, Jay está preocupado em esconder um acidente de botox de todos, Cameron fica chateado com o hábito de Mitchell de rir dele, e Phil tenta simpatizar com, mas também critica Claire em seu colapso iminente sobre as crianças crescendo muito rápido. Tudo isso, além do portão da garagem não abrir, deixando todos presos, poderia significar a falta da família em um grande momento de Alex. Enquanto o resto da família fica na casa até conseguirem abrir o portão, Phil e Claire tentam chegar na formatura de uma forma pouco convencional.                                                                              |              |                              |                      |                                                                                          |                         |                  |                     |
| 48 | 24           | "The One That Got Away"      | Jim Bagdonas         | Paul Corrigan & Brad Walsh & Dan O'Shannon                                               | 25 de maio de 2011      | 2ARG23           | 10.31               |
| Jay não quer nada mais do que ter um aniversário tranquilo para ir pescar no lago, mas a família quer fazer uma grande festa. Claire e Mitchell acabam presos no quintal de sua casa na infância; Phil corre ao encontro com seu rival na faculdade enquanto está no shopping com Gloria e Lily; Cameron fica encarregado de buscar o bolo, e as crianças freneticamente tem que fazer uma edição criativa em vídeo para o aniversário, tudo o que deixa Jay com uma dor de cabeça, tendo um dia bem diferente do planejado originalmente. |              |                              |                      |                                                                                          |                         |                  |                     |

## Produção

### Desenvolvimento
A segunda temporada do programa foi produzida pela Lloyd-Levitan Productions em associação com a 20th Century Fox Television e foi ao ar na American Broadcasting Company (ABC). Modern Family foi produzido pelos co-criadores Christopher Lloyd e Steven Levitan, que atuam como produtores executivos e showrunners, com Bill Wrubel como co-produtor executivo. Apesar de ter sido produzido pela Lloyd-Levitan Productions, Steven Levitan e Christopher Lloyd dissolveram sua parceria de quatro anos. Os escritores que retornaram da primeira temporada incluem Paul Corrigan, Joe Lawson, Levitan, Lloyd, Dan O'Shannon, Brad Walsh, Ilana Wernick, Wrubel e Danny Zuker. Jerry Collins, Alex Herschlag, Abraham Higginbotham, Elaine Ko e Jeffrey Richman se juntaram à equipe de roteiristas. Higginbotham já havia trabalhado com Jesse Tyler Ferguson no sitcom de curta vida da Fox, Do Not Disturb. Os diretores que retornaram são Michael Spiller e Chris Koch, enquanto os novos diretores são Gail Mancuso, Scott Ellis e Beth McCarthy-Miller. Jason Winer, que dirigiu 14 episódios da primeira temporada não recebeu os créditos da temporada por ter dirigido seu primeiro filme, Arthur.

### Casting
Assim como a temporada passada, a segunda temporada apresenta um ensemble cast. A série se concentra em Jay Pritchett (Ed O'Neill), sua filha Claire Dunphy (Julie Bowen) e seu filho Mitchell Pritchett (Jesse Tyler Ferguson), que moram em Los Angeles. Claire é uma dona de casa casada com Phil Dunphy (Ty Burrell); eles têm três filhos, Haley (Sarah Hyland), a adolescente típica, Alex (Ariel Winter), a inteligente filha do meio, e Luke (Nolan Gould), o excêntrico filho único. Jay é casado com uma colombiana muito mais jovem, Gloria (Sofía Vergara), e a está ajudando a criar seu filho pré-adolescente, Manny (Rico Rodriguez). Mitchell e seu parceiro Cameron Tucker (Eric Stonestreet) adotaram uma bebê vietnamita, Lily (as gêmeas Ella Hiller e Jaden Hiller). Os atores mirins só foram obrigados a aparecer em 22 episódios.
Vários atores notáveis fizeram aparições especiais durante a segunda temporada de Modern Family. A temporada apresentou o retorno de Shelley Long como DeDe Pritchett, que trouxe um novo namorado, o ex-namorado de Claire, interpretado por Matt Dillon. Outro ex-parceiro que apareceu no programa foi a ex-namorada de Mitchell, que foi interpretada por Mary Lynn Rajskub no décimo segundo episódio. Celia Weston também fez sua primeira aparição como a mãe de Cameron, Barb Tucker no nono episódio. Nathan Lane apareceu como "amigo" ultra-extravagante de Mitchell e Cameron, Pepper Saltsman. No episódio "Earthquake", é revelado que Pepper é o ex-namorado de Cameron. Outras participações especiais incluíram Danny Trejo interpretou um zelador na escola de Manny e Luke que é temido por muitos alunos e adiciona tensão ao relacionamento de Claire com Gloria no décimo episódio. James Marsden interpretou o novo "vizinho" sem camisa de Mitchell e Cameron no décimo primeiro episódio. Fred Willard foi originalmente definido para retornar nesta temporada, mas não o fez por razões desconhecidas.

### Roteiro

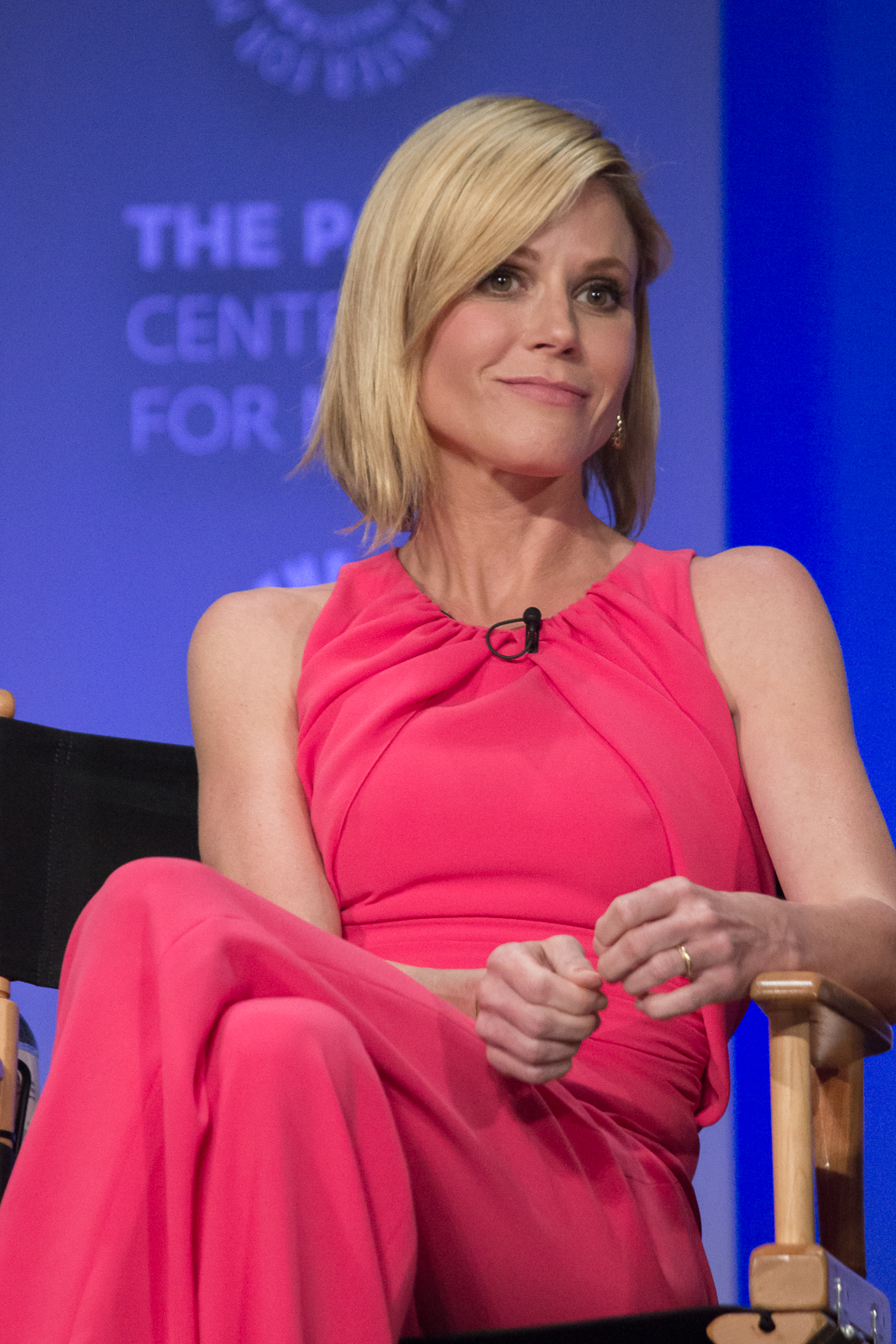
A segunda temporada viu o desenvolvimento da personagem de Julie Bowen, Claire Dunphy.

Muito parecido com a primeira temporada, muitas das histórias apresentadas nos episódios foram baseadas em eventos reais que aconteceram com os escritores. Por exemplo, o enredo de Phil e Claire em "Manny Get Your Gun" foi baseado em uma experiência pessoal do produtor executivo Steven Levitan, em que ele e sua esposa discutiam sobre qual caminho era o mais rápido para voltar para casa de um restaurante. A primeira parte da temporada também viu o desenvolvimento de Claire Dunphy, principalmente em "The Old Wagon", "Halloween" e "Dance Dance Revelation". Os escritores também buscaram responder às críticas da primeira temporada. Perto do final da primeira temporada, Modern Family atraiu críticas de alguns setores por retratar Cameron e Mitchell como não sendo fisicamente afetuosos um com o outro. As críticas geraram uma campanha no Facebook para exigir que Mitchell e Cameron se beijassem. Em resposta à polêmica, os produtores divulgaram um comunicado de que um episódio da segunda temporada trataria do desconforto de Mitchell com demonstrações públicas de afeto. O produtor executivo Levitan disse que é uma pena que o problema tenha surgido, uma vez que os escritores do programa sempre planejaram tal cena "como parte do desenvolvimento natural do programa." O episódio de resposta, "The Kiss" foi finalmente escrito e exibido durante a segunda temporada e atraiu elogios de vários críticos pela natureza sutil do beijo e se tornou o quarto episódio com maior audiência da série. Durante a segunda temporada, os escritores pararam de usar a voz no final da maioria dos episódios que foram criticados por alguns críticos durante a primeira temporada por serem "piegas".

## Recepção

### Resposta da crítica
O excelente elenco de 'Modern Family' continua a impressionar, e até mesmo episódios instáveis fornecem observações nítidas e charme bobo.

– Maureen Ryan, TV Squad
A segunda temporada obteve críticas positivas, assim como a temporada anterior. Maureen Ryan, do TV Squad, nomeou a temporada, junto com Cougar Town e Better Off Ted, um dos melhores programas de 2010. Robert Bianco do USA Today deu à nova temporada quatro estrelas de quatro, dizendo: "Desde Frasier, um sitcom nunca oferecia uma mistura tão ideal de coração e inteligência, ou se mostrava tão adepto de tantas variações cômicas, de jogos de palavras sutis a palhaçada risada e tudo mais." Robert Bianco em uma revisão posterior afirmou "tão bom quanto no primeiro ano, é ainda melhor no segundo" comparando positivamente os personagens com os personagens de The Mary Tyler Moore Show, The Cosby Show e Friends. O escritor do TV Squad, Joel Keller, elogiou o fato de o programa evitar a queda do segundo ano escrevendo "Steve Levitan, Christopher Lloyd e seu elenco e equipe não perderam o ritmo, produzindo episódios consistentemente engraçados como se sua primeira temporada de grande sucesso nunca tivesse acabado."
"Manny Get Your Gun" received overwhelmingly recebeu críticas extremamente positivas dos críticos, com muitos deles comparando-o à qualidade dos episódios da primeira temporada, com o escritor do TV Guide Matt Roush chamando-o de "ouro da comédia". O episódio foi mais tarde colocado no Primetime Emmy Awards de Melhor Série de Comédia, juntamente com "The Old Wagon", "The Kiss", "Caught in the Act", "Someone to Watch Over Lily" e "Mother's Day". "Halloween" também recebeu críticas semelhantes, com Donna Bowman, do The A.V. Club, comparando-o ao episódio da primeira temporada aclamado pela crítica, "Fizbo". O episódio também foi eleito o décimo primeiro melhor episódio de 2010 pelo TV Guide e também foi eleito um dos melhores episódios de 2010 de Modern Family de acordo com o The A.V. Club.

A segunda temporada de Modern Family desviou-se erraticamente dos clássicos de todos os tempos, que merecem estar com os melhores episódios da primeira temporada, para episódios profundamente medíocres ou mesmo ruins, quase sem rima ou razão. O programa ainda é capaz de grandeza (e deve ter um conjunto sólido de indicações ao Emmy, quando chegar a hora), mas é lamentavelmente livre dos tipos de episódios B/B+ que permitem que você saiba que está em boas mãos.

Emily VanDerWerff, The A.V. Club
O episódio "Unplugged" recebeu alguma polêmica devido à fala de Gloria "Ah, vamos lá. Porque na Colômbia tropeçamos em cabras e matamos gente na rua. Você sabe como isso é ofensivo? Como se fôssemos peruanos!" Milagros Lizarraga, fundador do grupo online Peru USA Southern Ca, disse à Associated Press: "É incrível que em um país onde tudo é politicamente correto, a ABC tenha uma fala desse tipo." Sofía Vergara respondeu a um fã perguntando sobre o roteiro, em espanhol, "arranje uma vida".
A segunda temporada também recebeu críticas por uma "queda na qualidade". A escritora do New York Rachel Muddux, enquanto revisava "Chirp", escreveu que "Modern Family parece que ainda está lutando um pouco para corresponder aos pontos altos do primeiro prêmio Emmy, negociando os limites de suas raízes de sitcom familiar e tentando transcender as risadas baratas." Mais tarde, ela disse em uma análise posterior que "depois de três episódios inéditos consecutivos e quase um mês de repetições, o programa deu início à segunda metade da segunda temporada em uma forma tão boa que esperamos que na próxima semana não nos sintamos compelidos a mencionar como as coisas estavam duvidosas por um tempo." Emily VanDerWerff do The A.V. Club enquanto revisava "Two Monkeys and a Panda", criticou a segunda temporada, dizendo que possivelmente manchou o legado da série como um "clássico". O crítico da HitFix, Alan Sepinwall, que foi muito crítico sobre a queda de qualidade da segunda temporada, recebeu comentários ásperos dos leitores sempre que criticava um episódio que o levou a revisar a série com menos frequência.
O personagem Cameron Tucker, de Eric Stonestreet, que foi considerado o melhor personagem da primeira temporada, foi muito criticado nessa temporada. Sepinwall, ao revisar "The One That Got Away", escreveu que Cameron havia se tornado uma "diva chorona e excessivamente sensível". O escritor do TV Squad, Joel Keller, enquanto revisava "Manny Get Your Gun", escreveu que "É que às vezes Cam é muito Cam para o seu próprio bem, ou para o público". Apesar das críticas, Ty Burrell continuou recebendo elogios de críticos e fãs. Enquanto o episódio "Bixby's Back" recebeu críticas mistas da crítica, o desempenho de Burrell foi bem recebido com Rachel Maddux da New York chamando-o de "maestria da comédia". Joyce Eng, do TV Guide, nomeou Julie Bowen, Ed O'Neill e Nolan Gould entre os seus sonhos para Melhor Ator/Atriz Coadjuvante em Série de Comédia no Emmy. Em votação pelos leitores da TVLine, Vergara foi eleita a mais merecedora do Prêmio de Atriz Coadjuvante.

### Audiência
Auxiliado pela conquista do Primetime Emmy Award de Melhor Série de Comédia, a segunda temporada do programa se tornou o programa de maior audiência na quarta-feira na semana de estreia e também aumentou 34% em relação à temporada anterior entre os adultos de 18 a 49 anos. "The Old Wagon", a estreia da temporada, terminou em 5º lugar na audiência com uma classificação de 5.1 entre adultos com idades entre 18 e 49. "Halloween", que foi ao ar em 27 de outubro, foi o episódio com maior audiência da temporada, terminando em segundo lugar com 5.1 entre adultos entre 18 e 49 anos. "Bixby's Back" mais tarde empatou com "Halloween" e "The Old Wagon" e terminou em quarto lugar nas avaliações semanais. O episódio com a classificação mais baixa da temporada foi "Mother Tucker", que foi visto por cerca de 10.53 milhões de domicílios com 3.7/12 entre os jovens de 18 a 49 anos, que muito parecido com "Fizbo", pode ter recebido uma queda devido à exibição na véspera do Dia de Ação de Graças. O sucesso da série fez com que a série fosse usada como uma "plataforma de lançamento" para três séries da ABC, Cougar Town, Mr. Sunshine e Happy Endings, com Mr. Sunshine sendo o único a não ser renovado. A segunda temporada ficou em 24º lugar entre os espectadores gerais e em quinto lugar entre os espectadores com idades entre 18 e 49 anos. A temporada teve uma média de 11.76 milhões de espectadores nas classificações demográficas sazonais de 18 a 49, com uma média de 4.8/12 no grupo demográfico, o que significa que a temporada foi assistida por uma média de 4,8% dos lares e uma média de 12% de todas as televisões estavam sintonizadas. Somada com a audiência do DVR, a temporada recebeu um 6.2 no grupo demográfico 18-49, adicionando uma classificação de 1.7 para a audiência original batendo seu concorrente mais próximo, Glee, por seis décimos de um ponto.
| №  | Título                       | Exibição original       | Rating/share (18–49) | Audiência (em milhões) | DVR (18–49) | Audiência em DVR (milhões) | Total (18–49) | Audiência total (em milhões) |
| -- | ---------------------------- | ----------------------- | -------------------- | ---------------------- | ----------- | -------------------------- | ------------- | ---------------------------- |
| 1  | "The Old Wagon"              | 22 de setembro de 2010  | 5.1                  | 12.67                  | 1.3         | 2.77                       | 6.4           | 15.47                        |
| 2  | "The Kiss"                   | 29 de setembro de 2010  | 4.6                  | 11.92                  | 1.5         | 3.02                       | 6.1           | 14.95                        |
| 3  | "Earthquake"                 | 6 de outubro de 2010    | 4.6                  | 11.44                  | 1.5         | 2.94                       | 6.1           | 14.41                        |
| 4  | "Strangers on a Treadmill"   | 13 de outubro de 2010   | 4.8                  | 11.45                  | 1.4         | 2.90                       | 6.2           | 14.38                        |
| 5  | "Unplugged"                  | 20 de outubro de 2010   | 4.8                  | 11.97                  | 1.4         | 2.89                       | 6.2           | 14.92                        |
| 6  | "Halloween"                  | 27 de outubro de 2010   | 5.1                  | 13.14                  | 1.5         | 3.09                       | 6.6           | 16.29                        |
| 7  | "Chirp"                      | 3 de novembro de 2010   | 4.8                  | 12.24                  | 1.3         | 2.94                       | 6.1           | 15.20                        |
| 8  | "Manny Get Your Gun"         | 17 de novembro de 2010  | 4.8                  | 12.09                  | 1.5         | 3.14                       | 6.3           | 15.25                        |
| 9  | "Mother Tucker"              | 24 de novembro de 2010  | 4.8                  | 10.57                  | N/A         | N/A                        | N/A           | N/A                          |
| 10 | "Dance Dance Revelation"     | 8 de dezembro de 2010   | 4.2                  | 11.07                  | N/A         | N/A                        | N/A           | N/A                          |
| 11 | "Slow Down Your Neighbors"   | 5 de janeiro de 2011    | 4.8                  | 11.83                  | 1.7         | 3.36                       | 6.5           | 15.22                        |
| 12 | "Our Children, Ourselves"    | 12 de janeiro de 2011   | 4.2                  | 11.12                  | 1.0         | 2.06                       | 5.2           | 11.14                        |
| 13 | "Caught in the Act"          | 19 de janeiro de 2011   | 4.6                  | 10.94                  | N/A         | N/A                        | N/A           | N/A                          |
| 14 | "Bixby's Back"               | 9 de fevereiro de 2011  | 5.1                  | 13.16                  | 1.7         | 3.30                       | 6.8           | 16.47                        |
| 15 | "Princess Party"             | 16 de fevereiro de 2011 | 4.3                  | 10.57                  | 1.9         | 3.76                       | 6.2           | 14.34                        |
| 16 | "Regrets Only"               | 23 de fevereiro de 2011 | 4.1                  | 10.17                  | 2.1         | 4.05                       | 6.2           | 14.26                        |
| 17 | "Two Monkeys and a Panda"    | 2 de março de 2011      | 4.1                  | 10.11                  | N/A         | N/A                        | N/A           | N/A                          |
| 18 | "Boys' Night"                | 23 de março de 2011     | 4.4                  | 10.9                   | 1.8         | 3.54                       | 6.2           | 14.49                        |
| 19 | "The Musical Man"            | 13 de abril de 2011     | 3.9                  | 9.61                   | N/A         | N/A                        | N/A           | N/A                          |
| 20 | "Someone to Watch Over Lily" | 20 de abril de 2011     | 3.8                  | 9.95                   | N/A         | N/A                        | N/A           | N/A                          |
| 21 | "Mother's Day"               | 4 de maio de 2011       | 3.9                  | 9.9                    | 2.2         | 4.14                       | 6.1           | 14.04                        |
| 22 | "Good Cop Bad Dog"           | 11 de maio de 2011      | 4.3                  | 10.15                  | 2.2         | 4.45                       | 6.5           | 14.60                        |
| 23 | "See You Next Fall"          | 18 de maio de 2011      | 4.1                  | 10.30                  | 2.1         | 4.31                       | 6.2           | 14.62                        |
| 24 | "The One That Got Away"      | 25 de maio de 2011      | 4.2                  | 10.31                  | N/A         | N/A                        | N/A           | N/A                          |

### Prêmios e indicações
Durante sua segunda temporada, Modern Family recebeu duas indicações para o Writers Guild of America Awards de 2010. Paul Corrigan e Brad Walsh foram indicados para uma Comédia Episódica por escrever o episódio "Earthquake", mas perderam para Robert Carlock por seu trabalho em "When It Rains, It Pours" de 30 Rock. A série também ganhou na categoria Série de Comédia. Modern Family recebeu três indicações ao Satellite Awards de 2010 para Melhor Série de Televisão - Musical ou Comédia. A série também foi indicada pela atuação de Burrell e Bowen. A série acabou perdendo todas as três indicações. A série também recebeu outra indicação de Melhor Série de Televisão - Musical ou Comédia no 68º Globo de Ouro pela segunda temporada consecutiva. A série também recebeu uma indicação para dois prêmios de ator coadjuvante por Stonestreet e Vergara. Vergara recebeu outra indicação de atuação no 17º Screen Actors Guild Awards, assim como Burrell e O'Neill com o elenco vencendo na categoria de Melhor Desempenho de Elenco em uma Série de Comédia. A série também ganhou o prêmio de Melhor Série de Comédia no Producers Guild of America Awards, e empatou com Glee pelo prêmio de Melhor Série de Comédia no 22º GLAAD Media Awards. Michael Spiller também recebeu o prêmio Directors Guild of America por Série de Comédia na cerimônia de 2010, a segunda vitória da série na categoria. Durante a segunda temporada, Adweek nomeou o programa como um dos 100 programas de TV mais influentes (98º cronologicamente).
No Comedy Awards, a temporada recebeu os prêmios de Melhor Série de Comédia e Direção de Comédia - TV. A série também foi indicada para Comedy Writing - TV e Ty Burrell para Comedy Actor - TV. Em junho de 2011, Modern Family foi nomeado para seis Critics' Choice Television Awards. O show em si foi indicado para "Melhor Série de Comédia", enquanto Burrell, O'Neill e Stonestreet foram indicados para "Melhor Ator Coadjuvante em Série de Comédia", enquanto Bowen e Vergara foram indicados para "Melhor Atriz Coadjuvante em Série de Comédia". A série venceu enquanto Burrell, O'Neill e Stonestreet perderam sua indicação para Neil Patrick Harris de How I Met Your Mother, enquanto Bowen e Vergara perderam para Busy Philipps de Cougar Town. Burrell recebeu outra indicação como ator por Conquista Individual em Comédia no TCA Awards, sua segunda indicação para o prêmio e sua primeira vitória. A série também recebeu o Prêmio TCA de Melhor Realização na Comédia, a segunda vitória consecutiva da série.
A série também recebeu 17 indicações ao Emmy, incluindo Melhor Série de Comédia, Melhor Ator Coadjuvante em Série de Comédia e Atriz Coadjuvante em Série de Comédia. A série recebeu o terceiro maior número de indicações no ano, atrás de Mad Men e Boardwalk Empire. Posteriormente, ganhou cinco Emmys de Melhor Série de Comédia, Ator Coadjuvante, Atriz Coadjuvante, Roteiro para Série de Comédia e Direção de Série de Comédia, todas as quais, exceto a última, pela segunda vitória consecutiva. A temporada também foi incluída em várias listas das dez melhores séries de 2010, incluindo: 1º lugar no Top 10 de programas de TV da MSNBC de 2010, 2º lugar nos 20 melhores programas de TV da Paste de 2010, 2º lugar no Top 10 da TV de Matt Roush, 8º na lista dos dez críticos de televisão de 2010 do Metacritic, 8ª Melhor Série de TV de 2010, 13º nos 25 melhores séries de televisão de 2010 do The A.V. Club, Principais programas de TV de 2010 do American Film Institute, e O Melhor Programa de TV de 2010 de Maureen Ryan: Top 10.

## Lançamento em DVD
| Modern Family – The Complete Second Season | | | | | |
| Detalhes do DVD | Detalhes do DVD | Detalhes do DVD | Características Especiais | Características Especiais | Características Especiais |
| - 24 episódios - 3 discos - Áudio em Inglês (Dolby Digital 5.1 Surround) - Hard of Hearing - Legendas: Inglês - Legendas: Inglês, francês e espanhol | - 24 episódios - 3 discos - Áudio em Inglês (Dolby Digital 5.1 Surround) - Hard of Hearing - Legendas: Inglês - Legendas: Inglês, francês e espanhol | - 24 episódios - 3 discos - Áudio em Inglês (Dolby Digital 5.1 Surround) - Hard of Hearing - Legendas: Inglês - Legendas: Inglês, francês e espanhol | - Cenas Deletadas da Família - Cenas Estendidas - FlashMob de Mitch - Video Musical: "Imagine Me Naked" - Gag-Reel - Feriados de "Modern Family" - Esperando pela Oprah - Entrevista com Steve Levitan - Em casa com "Modern Family" | - Cenas Deletadas da Família - Cenas Estendidas - FlashMob de Mitch - Video Musical: "Imagine Me Naked" - Gag-Reel - Feriados de "Modern Family" - Esperando pela Oprah - Entrevista com Steve Levitan - Em casa com "Modern Family" | - Cenas Deletadas da Família - Cenas Estendidas - FlashMob de Mitch - Video Musical: "Imagine Me Naked" - Gag-Reel - Feriados de "Modern Family" - Esperando pela Oprah - Entrevista com Steve Levitan - Em casa com "Modern Family" |
| Datas de lançamento | | | | | |
| Região 1 | Região 1 | Região 2 | Região 2 | Região 4 | Região 4 |
| 20 de setembro de 2011 | 20 de setembro de 2011 | 5 de setembro de 2011 | 5 de setembro de 2011 | 21 de setembro de 2011 | 21 de setembro de 2011 |